# درخت پنیرک
درخت پنیرک یا شکلات استرالیایی (نام علمی: Brachychiton populneus)، درخت کوچک یا متوسطی است که به طور طبیعی در استرالیا در زیستگاه‌های متنوعی از نواحی ساحلی مرطوب‌تر تا نواحی نیمه‌خشک ویکتوریا درنیو ساوت ولز و کوئینزلند یافت می‌شود. تنهٔ وسیع وسیله‌ای برای ذخیره کردن آب برای ادامه حیات در آب‌وهوای گرم و خشک است. رنگ گل‌ها که به شکل زنگ متغیر (کم‌رنگ تا صورتی) است، در حالیکه برگ‌ها به طور قایل توجهی از نظر شکل متفاوتند. برگ‌ها ساده و نوک‌تیز هستند و ممکن است سه یا نه گوش باشند. نهال‌ها از یک ریشهٔ سطحی عمودی خشک و مقاوم در برابر آتش رشد می‌کنند.

## نگارخانه

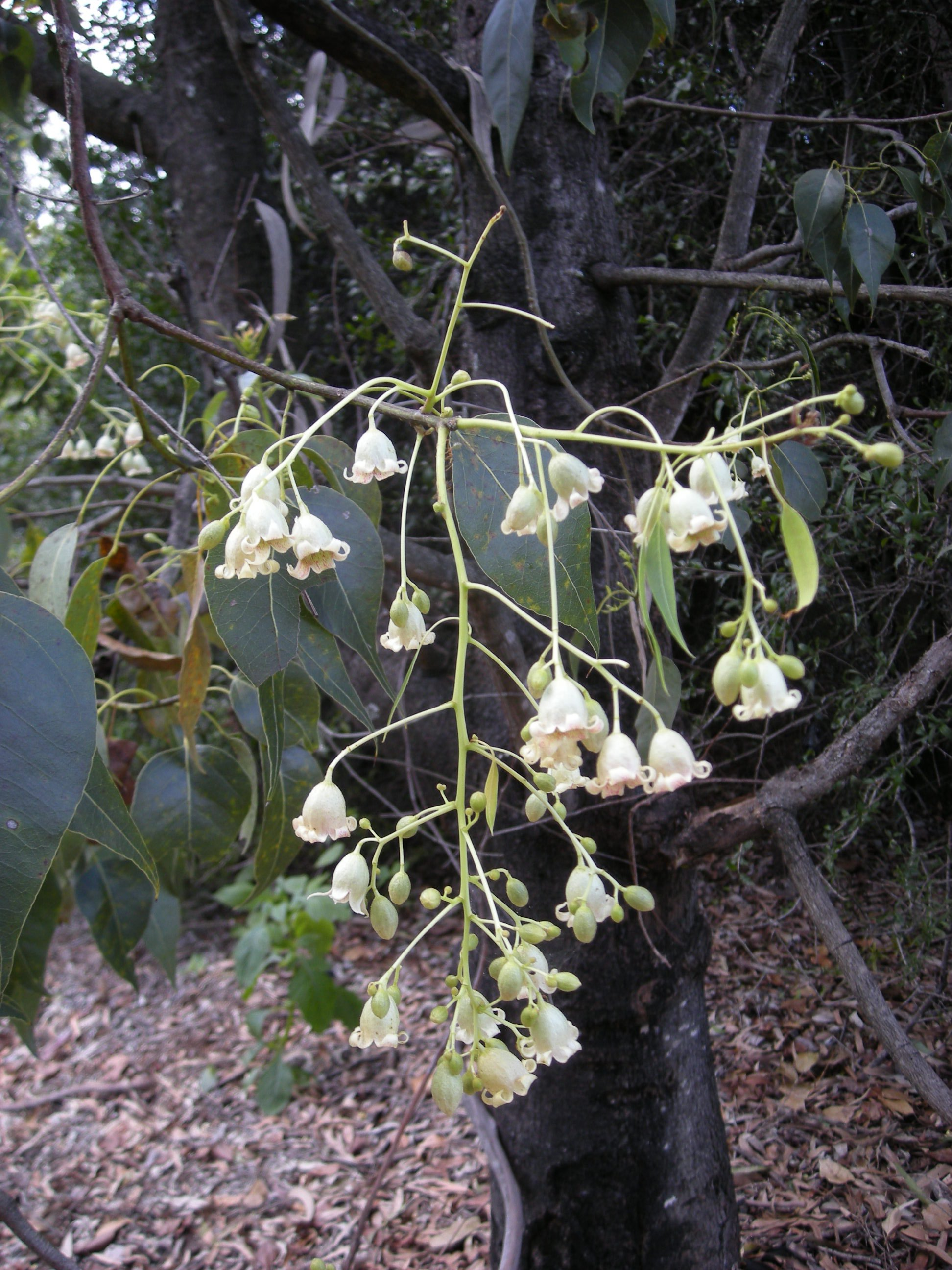
درخت پنیرک گل‌ها و برگ‌ها
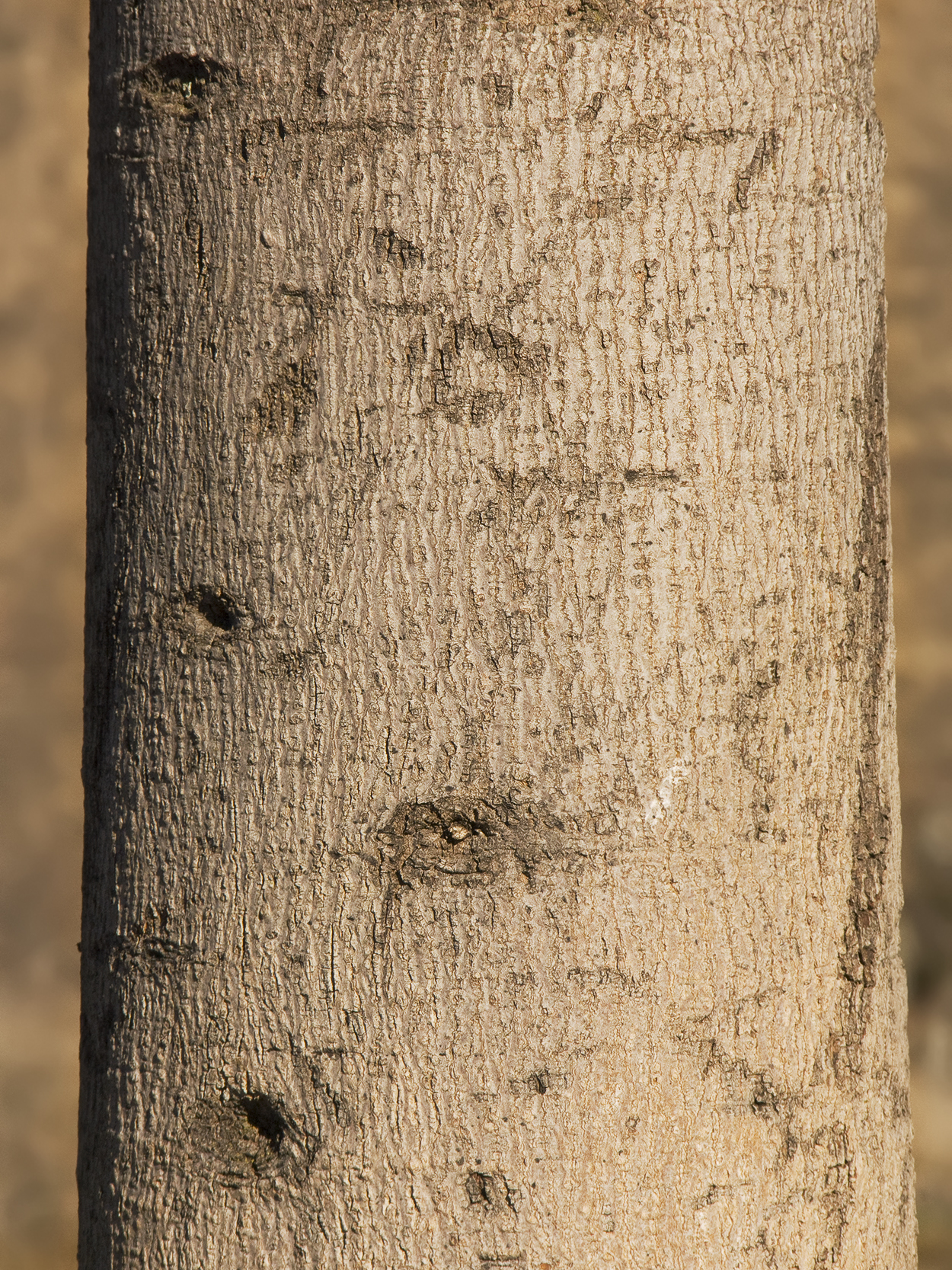
جزئیات پوست روی تنه درخت
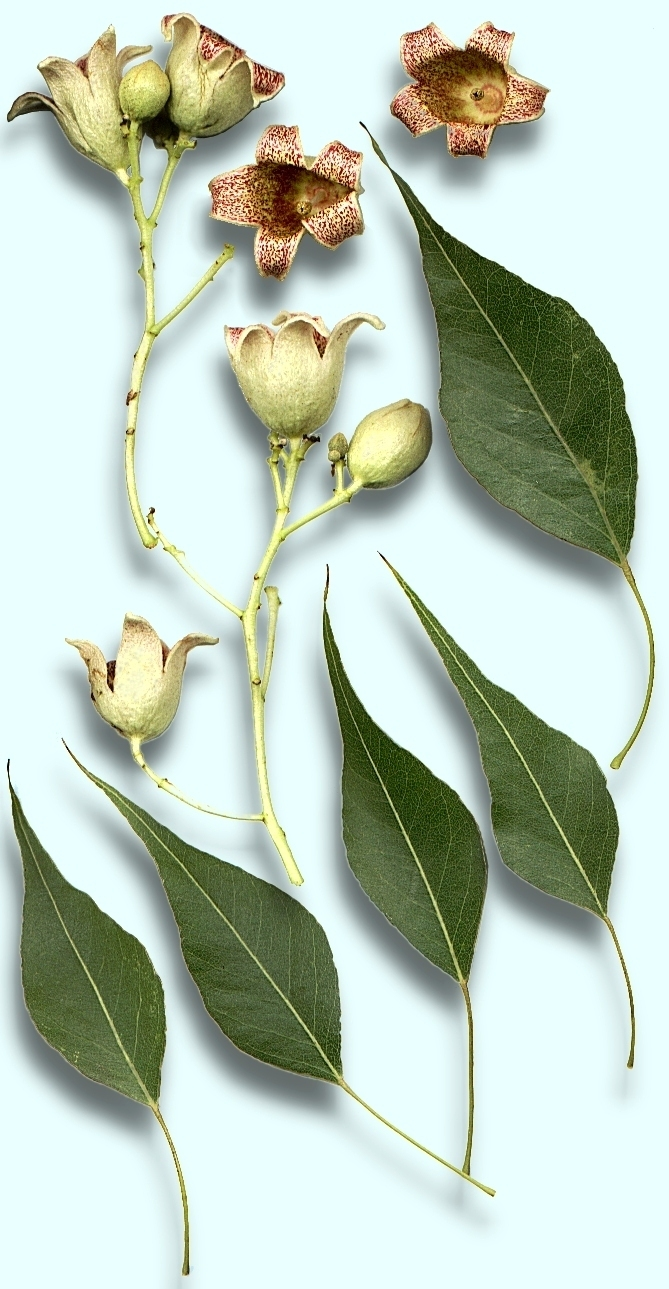
درخت پنیرک گل‌ها و برگ‌ها